# Girolamo Mattei
Girolamo Mattei (Roma, 8 de febrer de 1547 - 8 de desembre de 1603) va ser un cardenal italià.

## Família
Girolamo pertanyia a la rica i influent família Mattei de Roma. Els seus dos germans, Ciriaco i Asdrubale, eren tots dos grans col·leccionistes d'art i pròxims del pintor Caravaggio quan aquest s'està a Roma al palazzo familiar.
Era oncle del cardenal Cosimo de Torres (1622). Un altre cardenal de la família era Ruggero Luigi Emidio Antici Mattei (1875).

## Carrera apostòlica
Mattei va estudiar a la universitat de Bolonya. És referendari del tribunal suprem de la Signatura apostòlica, protonotari apostòlic, clergue i auditor general de la Cambra apostòlica i governador de Civitavecchia.
Mattei va ser nomenat cardenal pel papa Sixt V en el consistori del 16 de novembre de 1586. El cardenal Mattei és abat comandatari de l'abadia de Nonantola i llegat apostòlic a Avinyó, però renuncia a aquesta càrrega. És prefecte de la Congregació per al Clergat. El papa Climent VIII li encarrega la compilació del Settimo delle Decretali.
Mattei participa als dos conclaves de 1590 (elecció d'Urbà VII i Gregori XIV) i als conclaves de 1591 (elecció d'Innocenci IX) i de 1592 (elecció de Climent VIII).